# Serrat del Conill
El Serrat del Conill és un serrat del municipi de Conca de Dalt, antigament del de Toralla i Serradell, situat a llevant del poble de Rivert.
Es tracta d'un contrafort oriental de la Serra de Sant Salvador, a la dreta del barranc de Vilanova. És a llevant de la Masia de Vilanova i a ponent de les Costes del Serrat. És també el vessant oriental de la Serra del Cavall.